# 唐汭序
唐 汭序（タン・イェソ、당예서、DANG Ye Seo、中国名：唐娜、1981年4月27日 - ）は韓国の卓球選手。大韓航空所属。

## 来歴
中国吉林省長春市出身で6歳のときから卓球を始めて、中国国家代表チームに所属していたが、選手層が厚いため国際大会に参加することができなかった。中韓卓球カップルとして有名な焦智敏の紹介で大韓航空に所属し訓練パートナーとして活動することになった。2006年6月に結婚し、2007年10月に韓国国籍取得。

## 重要経歴
- 1995年-1997年　中国青少年国家代表
- 1997年-1999年　中国国家代表
- 2008年-　韓国国家代表

## 重要大会
- 2008年世界選手権韓国代表選抜戦シングルス優勝